# Ceratodon corralensis
Ceratodon corralensis là một loài rêu trong họ Ditrichaceae. Loài này được Lorentz A. Jaeger mô tả khoa học đầu tiên năm 1872.